# Hanno Günther
Hanno Günther (né le 12 janvier 1921 à Berlin ; exécuté le 3 décembre 1942 à Berlin-Plötzensee) était un communiste allemand résistant contre le nazisme.
Hanno Günther fréquente, l'école Rütli, une école expérimentale à Berlin-Neukölln, où sa mère Maria Menzel est enseignante. L'école ayant été fermée en 1933 par les nazis, il est allé dans une école sur l'île Scharfenberg dans l'espoir de faire des études secondaires. Expulsé de l'école, il suit un apprentissage de boulanger. Il prend contact avec un groupe de résistants communistes qui se réunit dans l'appartement d'Elisabeth Pungs.
Après l'invasion de la Pologne en 1939, il distribue ses premiers tracts dans les boîtes aux lettres. Après la victoire de la Wehrmacht sur la France, Hanno Günther, Elisabeth Pungs, et Wolfgang Pander, membre de la J.C. d'origine juive, avaient rédigé et distribué des tracts intitulés "La libre parole" et signés "Front allemand de la paix". Les tracts contiennent des informations sur la situation militaire, exigeant la paix et la liberté d'expression et incitant les ouvriers de l'armement au sabotage. Par la suite Günther monte un petit réseau de résistance avec Bernhardt Sikorski, Emmerich Schaper, Wolfgang Pander, Dagmar Petersen et d'anciens élèves de l'école Rütli.
En juillet et août 1942, toutes les personnes en contact avec Günther sont arrêtées. Parmi elles, les jeunes gens sont désignés collectivement par la Gestapo sous le nom de "groupe ¨Rütli". Après plusieurs interrogatoires particulièrement brutaux, le Volksgerichtshof, le Tribunal du peuple, condamne le 9 octobre 1942 Dagmar Petersen à sept ans de détention et tous les autres accusés à la peine de mort. Emmerich Schaper meurt des suites des interrogatoires. Hanno Günther, Wolfgang Pander et Bernard Sikorski sont exécutés le 3 décembre 1942 à la prison de Berlin-Plötzensee. Elisabeth Pungs, gravement malade, échappe à l'exécution (Elle mourra le 28 août 1945).